# Xã Turtle Creek, Quận Shelby, Ohio
Xã Turtle Creek (tiếng Anh: Turtle Creek Township) là một xã thuộc quận Shelby, tiểu bang Ohio, Hoa Kỳ. Năm 2010, dân số của xã này là 1.561 người.